# Mendoncia bivalvis
Mendoncia bivalvis är en akantusväxtart som först beskrevs av Carl von Linné d.y., och fick sitt nu gällande namn av Merrill. Mendoncia bivalvis ingår i släktet Mendoncia och familjen akantusväxter. Inga underarter finns listade i Catalogue of Life.